# Alpirsbach Challenger 1996
L'Alpirsbach Challenger 1996 è stato un torneo di tennis facente parte della categoria ATP Challenger Series nell'ambito dell'ATP Challenger Series 1996. Il torneo si è giocato a Alpirsbach in Germania dal 26 agosto al 1º settembre 1996 su campi in terra rossa.

## Vincitori

### Singolare
Magnus Norman ha battuto in finale  Orlin Stanojčev con il punteggio di 6–4, 6–2

### Doppio
Karsten Braasch /  Jens Knippschild hanno battuto in finale  Ģirts Dzelde /  Tomas Nydahl con il punteggio di 1–6, 6–3, 7–5